# Slowly We Rot
Slowly We Rot är det amerikanska death metal-bandet Obituarys debutalbum, utgivet 1989 av skivbolaget R/C Records.

## Låtlista
1. "Internal Bleeding" – 3:01
2. "Godly Beings" – 1:55
3. "'Til Death" – 3:56
4. "Slowly We Rot" – 3:36
5. "Immortal Visions" – 2:25
6. "Gates to Hell" – 2:47
7. "Words of Evil" – 1:55
8. "Suffocation" – 2:35
9. "Intoxicated" – 4:40
10. "Deadly Intentions" – 2:09
11. "Bloodsoaked" – 3:10
12. "Stinkupuss" – 3:01

- Text: John Tardy
- Musik: Obituary

## Medverkande
Musiker (Obituary-medlemmar)
- John Tardy – sång
- Allen West – sologitarr
- Trevor Peres – rytmgitarr
- Daniel Tucker – basgitarr
- Donald Tardy – trummor

Produktion
- Scott Burns – producent, ljudtekniker, ljudmix
- John Tardy – ljudmix
- Donald Tardy – ljudmix
- Mike Fuller – mastering
- Monte Conner – omslagsdesign
- Rob Mayworth – illustrationer
- Tim Hubbard – foto